# Oued Berkeche
Oued Berkeche, fondé sous le nom de Gaston-Doumergue, est une commune de la wilaya de Aïn Témouchent en Algérie.

## Géographie

### Situation
| Aghlal    | Hassasna      | Hassasna                                       |
| Aghlal    | Oued Berkeche | Hassasna                                       |
| Aoubellil |               | Sidi Daho des Zairs (Wilaya de Sidi Bel Abbès) |

« Les crêtes de Berkeches »  font partie du territoire de l’AOG de production de vin « Monts du Tessala » (sur la base du décret du 1er décembre 1970). Mais du vin « Berkeche » est parfois vendu séparément du vin  « Monts du Tessala »

## Personnalités liées
- Djelloul Berrouaïne y est né en 1923.